# Fàbrica Llimona
La fàbrica Llimona era un edifici industrial, actualment desaparegut, situat al carrer de Santa Madrona, núms. 7 al 13 del barri del Raval de Barcelona.

## Història
El mecànic reusenc Jacint Barrau i Cortès (1810-1884) fou l'inventor d'un teler per a fabricar velluts de seda, del qual anys després vengué la patent per a l'Estat espanyol al seu col·laborador Josep Llimona i Bonafont (1825-1889). Aquest muntà una fàbrica al carrer de les Carretes, 76 sota la raó social Successor de Jacint Barrau. A la seva mort, els seus fills van continuar el negoci sota la raó social Hereus de Josep Llimona.
El 1903, Joan i Josep Llimona i Bruguera van fer construir una fàbrica de planta baixa i tres pisos al carrer de Santa Madrona (antic passatge de Dodero), projectada per l'arquitecte reusenc Joan Rubió i Bellver i dedicada a la producció de velluts i pelfes. El 1925, la societat es va fusionar amb l'empresa Filats Mohair SA de Sabadell, que al seu torn va ser absorbida per L'Espanya Industrial el 1931.
Finalment, la fàbrica fou enderrocada cap al 1983 per a la construcció d'una promoció d'habitatges, que també va obliterar el passatge de l'Om i la «quadra» del núm. 15.